# Chu Chi Tùng
Chu Chi Tùng (tiếng Trung giản thể: 朱芝松, bính âm Hán ngữ: Zhū Zhīsōng, sinh tháng 2 năm 1969, người Hán) là chuyên gia hàng không, chính trị gia nước Cộng hòa Nhân dân Trung Hoa. Ông là Ủy viên dự khuyết Ủy ban Trung ương Đảng Cộng sản Trung Quốc khóa XX, hiện là Thường vụ Thành ủy Thượng Hải, Bí thư Đảng ủy Tân khu Phố Đông, đồng thời lãnh đạo các khu vực thương mại tự do Thượng Hải, Lâm Cảng, Dương Sơn.
Chu Chi Tùng là đảng viên Đảng Cộng sản Trung Quốc, học vị Thạc sĩ Kỹ thuật, chức danh Nghiên cứu viên hàng không vũ trụ. Ông có sự nghiệp 25 năm công tác trong ngành vũ trụ trước khi vào chính trường Trung Quốc

## Xuất thân và giáo dục
Chu Chi Tùng sinh vào tháng 2 năm 1969 ở huyện Cám Du thuộc chuyên khu Từ Châu, nay là quận Cám Du thuộc địa cấp thị Liên Vân Cảng, tỉnh Giang Tô, Cộng hòa Nhân dân Trung Hoa. Ông lớn lên và tốt nghiệp cao trung ở Cám Du, bởi thành tích xuất sắc nên hoàn thành chương trình học sớm hơn 2 năm, vào tháng 9 năm 1985 thì được chọn tới Hắc Long Giang để theo học Đại học Công nghiệp Cáp Nhĩ Tân, tốt nghiệp cử nhân chuyên ngành chế tạo cơ giới vào tháng 7 năm 1989. Sau đó ông tiếp tục học chương trình cao học ở trường và nhận bằng Thạc sĩ Kỹ thuật. Chu Chi Tùng được kết nạp Đảng Cộng sản Trung Quốc tại trường Cáp Nhĩ Tân.

## Sự nghiệp

### Hàng không vũ trụ
Năm 1989, sau khi tốt nghiệp cử nhân trường Cáp Nhĩ Tân, Chu Chi Tùng được phân về Thượng Hải, bắt đầu công việc ở hệ hàng không vũ trụ của thành phố với vị trí kỹ thuật viên của Sở nghiên cứu 800 của Cục Vũ trụ Thượng Hải. Công tác của ông phục vụ cho việc chế tạo trang thiết bị quân dụng của không quân, đồng thời tham gia nghiên cứu hàng không. Trong giai đoạn 1989–2000, ông trường kỳ công tác và lần lượt là Phó Chủ nhiệm rồi Chủ nhiệm Phòng nghiên cứu của sở, Phó Tổng công nghệ sư của sở, Phó Sở trưởng và rồi là Sở trưởng Sở nghiên cứu 800. Cũng trong năm 1999, ông phá cách được phong hàm Nghiên cứu viên của khoa học vũ trụ – hàm chức danh khoa học cao nhất của Trung Quốc khi 30 tuổi. Tháng 6 năm 2000, Chu Chi Tùng được bổ nhiệm làm Trợ lý Cục trưởng Cục Vũ trụ Thượng Hải, được phân công phụ trách phát triển sản xuất các mẫu vũ khí có trên thế giới. Sau đó, ông dần là Phó Cục trưởng từ tháng 2 năm 2002, rồi Phó Bí thư Đảng tổ, Cục trưởng từ tháng 11 năm 2008.

### Tổ chức Thượng Hải
Vào tháng 5 năm 2014, sau hơn 25 năm công tác trong lĩnh vực hàng không vũ trụ ở Thượng Hải, Chu Chi Tùng được rời khỏi lĩnh vực này, nhậm chức Phó Bộ trưởng Bộ Tuyên truyền Thành ủy Thượng Hải. Sang tháng 12 năm 2015, ông được điều về quận Mẫn Hàng, nhậm chức Phó Bí thư Quận ủy rồi được bầu làm Quận trưởng Mẫn Hàng, và sau đó là Bí thư Quận ủy từ tháng 5 năm 2017. Ngày 24 tháng 2 năm 2018, ông trúng cử là đại biểu của Đại hội Đại biểu Nhân dân toàn quốc khóa XIII nhiệm kỳ 2018–23. Tháng 8 năm 2019, ông được điều chuyển làm Phó Tổng thư ký Thành ủy Thượng Hải, kiêm Phó Chủ nhiệm thường vụ Ủy ban Quản lý chi nhánh Lâm Cảng của Khu thí nghiệm thương mại tự do Thượng Hải, và cũng là Chủ nhiệm Ủy ban Quản lý Khu cảng ngoại quan Dương Sơn. Tháng 1 năm 2021, ông được bầu vào Ủy ban Thường vụ Thành ủy Thượng Hải, thăng cấp phó tỉnh, cho đến tháng 8 cùng năm thì được phân công làm Bí thư Đảng ủy Tân khu Phố Đông, kiêm các vị trí là Chủ nhiệm Ủy ban Quản lý Khu thí nghiệm thương mại tự do Thượng Hải, Bí thư Ủy ban Công tác Đảng, Chủ nhiệm khu Lâm Cảng, Chủ nhiệm Ủy ban Quản lý Khu đặc thù thuế quan tổng hợp Dương Sơn. Năm 2022, ông được bầu là đại biểu của đoàn Thượng Hải dự Đại hội Đảng Cộng sản Trung Quốc lần thứ XX. Trong quá trình bầu cử tại đại hội, ông được bầu là Ủy viên dự khuyết Ủy ban Trung ương Đảng Cộng sản Trung Quốc khóa XX.